# Сен-Жорж-дез-Агу
Сен-Жорж-дез-Агу́ (фр. Saint-Georges-des-Agoûts) — коммуна во Франции, находится в регионе Пуату — Шаранта. Департамент коммуны — Шаранта Приморская. Входит в состав кантона Мирамбо. Округ коммуны — Жонзак.
Код INSEE коммуны — 17335.

## Население
Население коммуны на 2010 год составляло 259 человек.
| 1962 | 1968 | 1975 | 1982 | 1990 | 1999 | 2010 |
| ---- | ---- | ---- | ---- | ---- | ---- | ---- |
| 349  | 302  | 253  | 260  | 243  | 245  | 259  |